# William Waddell
Willie Waddell (7. března 1921, Forth – 14. října 1992, Glasgow) byl skotský fotbalový útočník a trenér.

## Fotbalová kariéra
Hrál v letech 1938–1954 za Rangers FC, se kterým získal pět mistrovských titulů a čtyřikrát vyhrál skotský pohár. Za skotskou fotbalovou reprezentaci nastoupil v letech 1946–1954 v 18 utkáních a dal 6 gólů.

## Ligová bilance
| Ročník                       | Zápasy | Góly | Klub       |
| ---------------------------- | ------ | ---- | ---------- |
| Scottish Premiership 1938/39 | 27     | 7    | Rangers FC |
| Scottish Premiership 1939/40 | 5      | 2    | Rangers FC |
| Scottish Premiership 1946/47 | 22     | 5    | Rangers FC |
| Scottish Premiership 1947/48 | 12     | 2    | Rangers FC |
| Scottish Premiership 1948/49 | 20     | 3    | Rangers FC |
| Scottish Premiership 1949/50 | 7      | 4    | Rangers FC |
| Scottish Premiership 1950/51 | 28     | 6    | Rangers FC |
| Scottish Premiership 1951/52 | 24     | 5    | Rangers FC |
| Scottish Premiership 1952/53 | 16     | 2    | Rangers FC |
| Scottish Premiership 1953/54 | 29     | 3    | Rangers FC |
| Scottish Premiership 1954/55 | 1      | 0    | Rangers FC |
| Celkem                       | 191    | 39   |            |

## Trenérská kariéra
Jako trenér vedl na klubové úrovni v letech 1957–1965 Kilmarnock FC, se kterým v roce 1965 vyhrál skotskou ligu, a v letech 1969–1972 Rangers FC, se kterým vyhrál v roce 1972 Pohár vítězů pohárů.